# Attentato di Buenos Aires del 1992
L'attacco di Buenos Aires del 1992 fu un attentato terroristico suicida contro l'ambasciata israeliana di Buenos Aires, avvenuto il 17 marzo 1992.
L'attentato distrusse completamente la sede dell'ambasciata, provocando 30 morti (di cui 29 civili e un attentatore) e 242 feriti.

## L'attacco
Il 17 marzo 1992, alle 14:42 (UTC-3), un camioncino guidato da un attentatore suicida e carico di esplosivo si schiantò davanti all'ambasciata israeliana situata all'angolo tra Arroyo e Suipacha, causando l'esplosione. L'ambasciata, una chiesa cattolica e un edificio scolastico vicino furono distrutti. Quattro israeliani morirono, ma la maggior parte delle vittime furono civili argentini, molti dei quali bambini. L'esplosione uccise 29 persone e ne ferì 242. È stato l'attacco terroristico più letale in Argentina fino all'attentato dell'AMIA del 1994 e rimane l'attacco più letale a una missione diplomatica israeliana.

### Vittime
Il sacerdote Juan Carlos Brumana fu una delle persone uccise nell'attentato suicida. Morì nella chiesa cattolica Mater Admirabilis, situata davanti all'ambasciata. Tra i morti vi furono due donne israeliane, mogli del console e del primo segretario dell'ambasciata.

## Responsabili

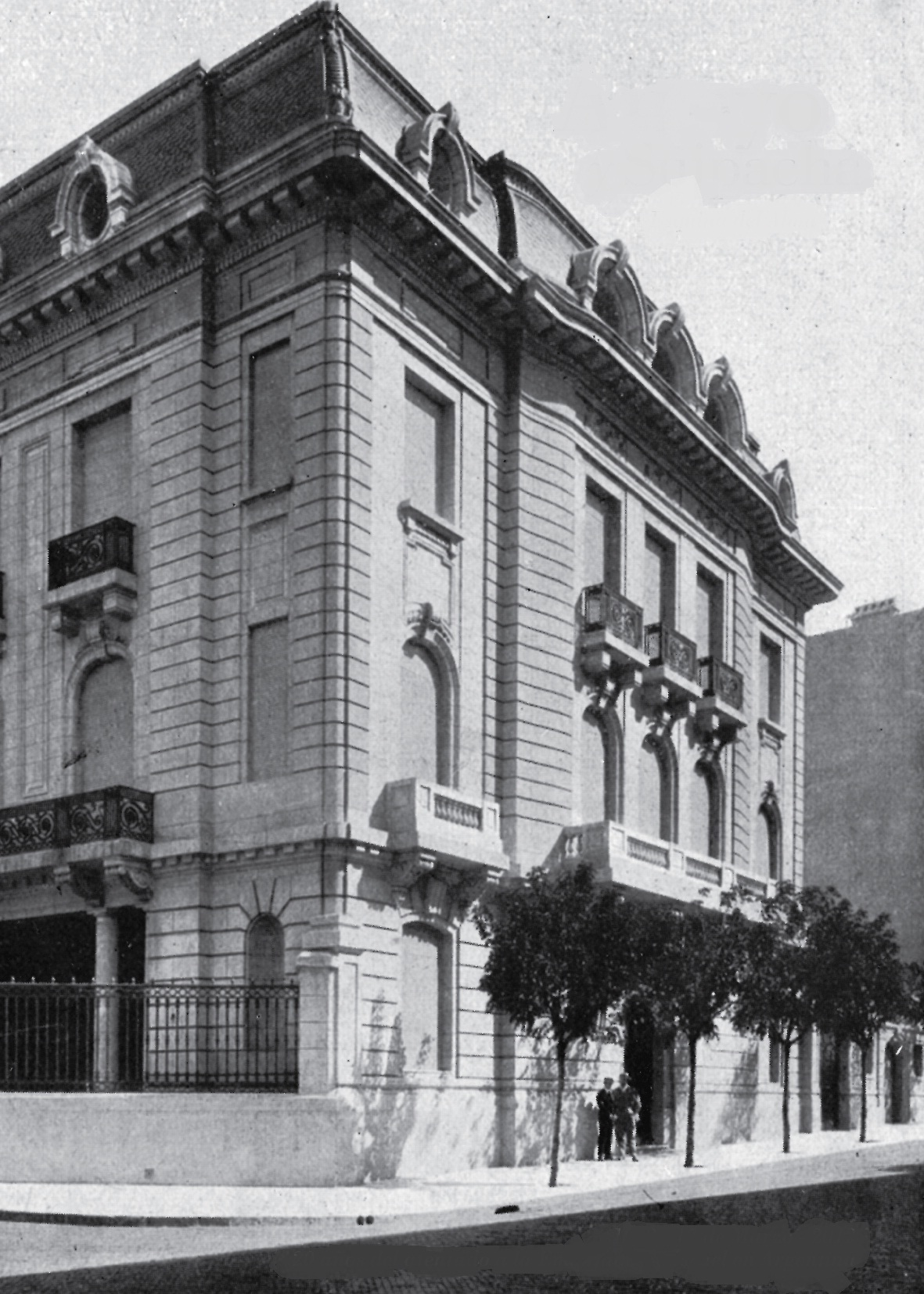
L'ambasciata israeliana prima dell'attentato.

Un gruppo chiamato Organizzazione Jihad islamica, che è stato collegato all'Iran e forse ad Hezbollah, rivendicò la responsabilità; il motivo dichiarato dell'attacco era l'assassinio da parte di Israele del segretario generale di Hezbollah Sayed Abbas al-Musawi nel febbraio 1992. La Jihad islamica rilasciò anche filmati di sorveglianza dell'ambasciata che avevano preso prima dell'esplosione.
Dopo l'attentato, Israele inviò degli investigatori in Argentina per cercare indizi. Appresero che gli attentatori avevano pianificato l'atto terroristico nell'area della triplice frontiera tra Argentina, Paraguay e Brasile, zona che ha una grande popolazione musulmana. I messaggi intercettati dalla NSA americana rivelarono la conoscenza iraniana dell'attacco imminente, così come la complicità dell'agente di Hezbollah Imad Mugniyah. Infatti, Mughniyah era stato formalmente accusato dall'Argentina di aver partecipato all'attacco all'ambasciata israeliana.
Nel maggio 1998, Moshen Rabbani (addetto culturale presso l'ambasciata iraniana in Argentina fino al dicembre 1997) venne arrestato in Germania e il governo argentino espulse sette diplomatici iraniani dal Paese, affermando di avere "prove convincenti" del coinvolgimento iraniano nella bombardamento. Tuttavia, nessuno dei sospettati venne poi perseguito. L'attacco avvenne quando Iran e Argentina speravano in una ripresa della cooperazione nucleare, sebbene l'Argentina avesse annunciato la sospensione della spedizione di materiali nucleari all'Iran un paio di mesi prima del bombardamento. Diverse fonti riferiscono del coinvolgimento di Hezbollah con l'assistenza della Siria. Hezbollah nega queste affermazioni.
Nel 1999, il governo argentino emise un mandato d'arresto per Imad Mugniyah in relazione a questo attacco e all'attentato dell'AMIA del 1994 a Buenos Aires, che uccise 85 persone. Si sospetta che i due attacchi siano collegati.

## Omaggi
Oggi il sito dell'ex ambasciata israeliana è stato preservato come luogo commemorativo. Parte del muro originale dell'ambasciata è stato conservato; i nomi delle vittime sono stati affissi su una targa e sono state piantate due file di tigli, ognuna delle quali simboleggia ciascuno dei defunti. C'è anche un monumento alle vittime e allo Stato di Israele per l'attacco. La piazza è stata inaugurata il 17 marzo 2000.
Ogni 17 marzo, alle 15.00, le vittime dell'attentato vengono ricordate in questa piazza commemorativa.
Oggi l'ambasciata si trova al 10º piano della Torre La Buenos Aires, in Avenida de Mayo.